# Лагерите
Лагерите (болг. Лагерите) — село в Болгарии. Находится в Великотырновской области, входит в общину Велико-Тырново. Населения нет (2022).

## Политическая ситуация
Лагерите подчиняется непосредственно общине и не имеет своего кмета.
Кмет (мэр) общины Велико-Тырново — Румен Рашев (независимый) по результатам выборов в правление общины.